# Florin Surugiu
Florin Surugiu (Bucarest, 10 dicembre 1984) è un rugbista a 15 rumeno, mediano di mischia dello Steaua e della Nazionale rumena.

## Biografia
Nato a Bucarest iniziò a giocare a rugby già a otto anni in vari club della capitale rumena, fino a esordire in SuperLiga con lo Steaua nel 2008. Selezionato per la nazionale under-20 e quella di rugby a 7, nel 2009 fa l'esordio in Nazionale maggiore durante la Nations Cup.
Viene convocato per i mondiali del 2011 e 2015 giocando in totale sei partite. In particolare al termine della partita contro l'Irlanda, giocata allo Stadio Wembley, chiese in sposa la compagna.
Nel frattempo fece parte della selezione rumena dei Lupii Bucureşti che partecipava alla European Challenge Cup e nel dicembre 2015 si trasferisce al Rugby Calvisano. Al termine della stagione torna in Romania allo Steaua.

## Palmarès
- Coppa di Romania di rugby a 15: 3
Steaua: 2009, 2013, 2019